# Stanisław Gorczyca (ur. 1900)
Stanisław Gorczyca, ps. „Stanisław Bartosik” (ur. 9 listopada 1900 w Będzinie) – kawaler Krzyża Walecznych, pozbawiony stopnia porucznika piechoty Wojska Polskiego.

## Życiorys
Urodził się 9 listopada 1900 w Będzinie, w rodzinie Franciszka i Marii.
26 czerwca 1917 wstąpił do Legionów Polskich i został przydzielony do 8. kompanii 3 pułku piechoty. Ostatnio wykazany w tym pododdziale jako szeregowiec 21 stycznia 1918. Później awansował na kaprala. 11 maja 1918 walczył w bitwie pod Kaniowem. Dostał się do niemieckiej niewoli i został wywieziony do Meklemburgii.
15 września 1919 wstąpił do Wojska Polskiego. W szeregach 24 pułku piechoty walczył na wojnie z bolszewikami. Wyróżnił się dowodząc plutonem 7. kompanii w nocy z 22 na 23 listopada 1919 w czasie wypadu na baterię nieprzyjacielską pod Morkowszczyzną, na północ od Dzisny. Za ten czyn 28 czerwca 1920 ówczesny porucznik Michał Chroł-Frołowicz sporządził „wniosek na odznaczenie orderem «Virtuti Militari»”. W tym czasie Stanisław Gorczyca, w stopniu sierżanta, pełnił służbę na stanowisku szefa 7. kompanii 24 pp. Wniosek został poparty przez ówczesnego dowódcę 24 pp majora Karola Patera (5 września 1920), dowódcę IV Brygady pułkownika Bolesława Jaźwińskiego (10 listopada 1920) i dowódcę 2 Dywizji Legionów pułkownika Michała Żymierskiego (27 kwietnia 1921). 4 grudnia 1920 wniosek wpłynął do Adiutantury Generalnej Naczelnego Wodza i do 1 grudnia 1924 „nie został załatwiony”.
Po zakończeniu dział wojennych Stanisław Gorczyca pozostał w wojsku jako podoficer zawodowy i kontynuował służbę w 24 pp w Łucku. Awansował na chorążego, a później na porucznika ze starszeństwem z 1 czerwca 1921 i 199. lokatą w korpusie oficerów piechoty.
19 czerwca 1922 kapitan Leopold Slizowski, działając na podstawie pisemnego upoważnienia dowódcy 24 pp podpułkownika Stanisława Kalabińskiego, odebrał z Adiutantury Generalnej Naczelnego Wodza między innymi Krzyż Orderu Virtuti Militari nr 7225 dla chorążego Stanisława Gorczycy.
20 marca 1923 zastępca dowódcy Okręgu Korpusu Nr II generał brygady Władysław Bejnar zwrócił się do Gabinetu Ministra Spraw Wojskowych z prośbą o unieważnienie legitymacji na noszenie orderu Virtuti Militari nr 7225, a 7 kwietnia tego roku złożył meldunek o zagubieniu tej legitymacji 5 lutego 1923 w Łucku przez sierżanta Stanisława Gorczycę. 22 sierpnia 1923 kapitan Karol Jan II Stańczyk przesłał dokumenty w sprawie unieważnienia legitymacji z Gabinetu MSWojsk. do Kancelarii Kapituły Orderu Wojskowego Virtuti Militari.
6 lipca 1923, na podstawie pisma porucznika piechoty w rezerwie Stanisława Gorczycy, Biuro Kapituły wdrożyło postępowanie wyjaśniające w sprawie wręczenia orderu właściwej osobie.
W 1924 Prokuratura przy Wojskowym Sądzie Okręgowym Nr II w Lublinie wdrożyła postępowanie w związku z podejrzeniem, że porucznik Gorczyca z 24 pp „nieprawnie nosi order nadany śp. Gorczycy Stanisławowi ur. w Białobrzegach, pow. Krosno”.
1 grudnia 1924 szef Biura Kapituły Orderu Virtuti Militari major Adolf Maciesza wysłał do Prokuratora przy Wojskowym Sądzie Okręgowym Nr II w Lublinie sprawozdanie z przeprowadzonego postępowania wyjaśniającego, a w konkluzji napisał: „stwierdzam że sierżantowi (obecnie ppor. z 24 pp.) Gorczycy Stanisławowi jedynie dzięki omyłce wręczono order „Virtuti Militari” V klasy Nr 7225”.
W trakcie prowadzonego postępowania wyjaśniającego ujawniono, że w karcie ewidencyjnej Stanisława Gorczycy wpisano nieprawdziwe dane dotyczącego przebiegu jego służby w Legionach Polskich.
W listopadzie 1925 Wojskowy Sąd Rejonowy w Kowlu prowadził postępowanie karne o sygn. akt Sr. 22/25, w ramach którego wyjaśniano, czy porucznik Stanisław Gorczyca z 24 pp był uprawniony do noszenia Krzyża Orderu Virtuti Militari nr 7225. Później Wojskowy Sąd Okręgowy Nr II w Lublinie skazał wymienionego oficera na karę więzienia i zwolnienia z czynnej służby wojskowej.
W latach 30. XX wieku Stanisław Gorczyca mieszkał w Kowlu przy ul. Kościuszki 26b. 15 marca 1937 Komitet Krzyża i Medalu Niepodległości odrzucił wniosek o nadanie mu tego odznaczenia „z powodu ujemnej opinii”.
Major Maciesza w przedłożonym Prokuraturze sprawozdaniu nie dokonał oceny przebiegu służby Stanisława Gorczycy w Legionach Polskich, opisanej w jego karcie ewidencyjnej. W aktach brak informacji świadczących o tym, że podanie nieprawdziwych danych dotyczących przebiegu służby w Legionach Polskich było badane przez prokuraturę i sąd. Z pisma, które 14 lipca 1923 dowódca 24 pp podpułkownik Kalabiński wysłał do Dowództwa 27 Dywizji Piechoty w Kowlu dowiadujemy się, że Stanisław Gorczyca 15 września 1914 miał rozpocząć służbę w II batalionie 3 pułku piechoty Legionów Polskich, 15 czerwca 1915 miał zostać ranny w bitwie pod Rarańczą i odejść do szpitala jako starszy żołnierz, od połowy lipca 1915, po wyjściu ze szpitala, pełnić miał służbę w VI batalionie, a od drugiej połowy listopada 1915 ponownie w 3 pp.

## Ordery i odznaczenia
- Krzyż Walecznych dwukrotnie[12]
- Medal Zwycięstwa[12]